# سنگ یمانی

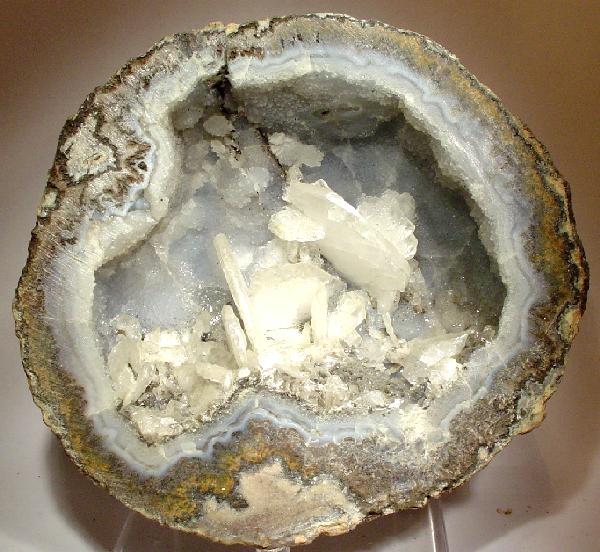
نوعی از سنگ یمانی

به کوارتزهایی که بافت نهان‌بلور دارند سنگ یَمانی (Chalcedony) گفته می‌شود. تنوع و گوناگونی این گروه از کوارتز بسیار زیاد است. دلیل محبوبیت سنگ‌های یمانی امکان حکاکی و ساختن مجسمه به دلیل پایین بودن سختی ان است. به سنگ یمانی، عقیق سفید هم گفته‌اند.
سنگ یمانی دارای جلای مومی مانند یا کدر می‌باشد، در حالی که انواع بلورهای کوارتز، مانند در کوهی و آمتیست، درخشندگی شیشه‌ای دارند.
بافت رشته مانند میکروسکپی سنگ یمانی موازی یا عمود بر سطح خارجی توده آن است، در حالی که اجتماع سنگ یمانی به شکل ستون‌های چکنده در غارها یا مانند حبه‌های انگور یا به قلوه‌ای شکل یافت می‌شود. توده سنگ یمانی معمولاً خلل و فرج بسیار دارد و می‌توان رنگ آن را با مواد رنگین تغییر داد. توده سنگ یمانی یافت شده در معادن بافت لایه لایه ندارد ولی عقیق‌های مصنوعی آبی رنگ که بافتی از لایه‌های موازی دارند در بازار به عنوان سنگ یمانی عرضه می‌شوند.
معادن زیادی در کشورهای برزیل، هند، جمهوری مالاگاسی و اروگوئه وجود دارند. در ایام قدیم از این سنگ به عنوان طلسم در برابر بیماری‌های عصبی و جنون استفاده می‌شد. حکاکی بر روی این سنگ متداول بوده و امروزه نیز برای ساختن زینت آلات و اشیاء هنری از آن استفاده می‌شود. تراش مخصوص و رایج سنگ یمانی به شکل دامله است.

## گونه‌ها
برخی گونه‌های اصلی سنگ یمانی:
| عقیق Agate               |  | عقیق جزو کانی‌هایی است که از چند عنصر شیمیایی تشکیل شده‌است. عقیق سنگی سیلیسی و نوعی از در کوهی است. ترکیب شیمیایی آن سیلیس است و البته گاهی عناصری دیگری در کنار آن قرار می‌گیرد. ویژگی عقیق ریزدانه بودن آن و روشنی رنگش است. عقیق نیمه شفاف، مات و دارای جلای شیشه‌ای است. عقیق به رنگ‌های سفید تا خاکستری تیره و سیاه، زرد تا قرمز، سبز و آبی روشن است و در میان جواهرات درجه دوم سنگی مشهور است. بهترین آن سرخ، زرد و سفید است. شکل بلورهای عقیق، نازک و شش‌گوش است. این کانی در هیدروکسید پتاسیم حل می‌شود.                              |
| سنگ باباغوری Onyx        |  | سنگ باباغوری، عقیق سلیمانی، یا جَزْع یمانی نوعی سنگ یمانی است که رگه‌دار باشد. بیشتر سنگ‌های باباغوری رگه‌هایی سفید و سیاه دارند. برخی از سنگ‌های باباغوری طبیعی هستند ولی بسیار از آن‌ها را با رنگ کردن و لکه‌دار کردن عقیق تولید می‌کنند. در قدیم از سنگ باباغوری مهرهٔ مدور سیاه و سفیدی درست می‌کردند به شکل و رنگ چشم گوسفند مرده که برای دفع چشم زخم بر کودکان آویخته یا گاه برای زینت استفاده می‌کردند. رنگ رگه‌های سنگ باباغوری معمولاً سفید و سیاه است. به آن گونه که رگه‌های رنگی‌اش بجای سیاه، طیف‌هایی از قرمز هستند عقیق یمانی می‌گویند.     |
| سنگ دلربا Aventurine     |  | سنگ دلربا سنگی است از کانی کوارتز که به رنگ‌های سبز تا قهوه‌ای مایل به سرخ دیده می‌شود. بیشتر گونه‌های این سنگ بهادار، به رنگ سبز هستند. این سنگ نیمه‌شفاف تا مات با کمی درخشندگی و دارای ناخالصی‌های هماتیت و گوتیت است که به رنگ سبز و آبی در آن دیده می‌شود. می‌شوند. سنگ دلربا در جواهرسازی کاربرد دارد و تشخیص نوع ساختگی آن از نوع طبیعی مشکل است. |
| عقیق جگری Carnelian      |  | عقیق جگری نوع قرمز سنگ یمانی است. عقیق جگری سنگ نیمه‌شفاف دارای جلای واکسی است و بهترین انواع آن در هند یافت می‌شود. اغلب عقیق‌های جگری تجاری در واقع سنگ یمانی خالدار هستند. عقیق جگری دارای سختی ۷ و وزن مخصوص ۶۱/۲ می‌باشد. |
| عقیق سبز Chrysoprase     |  | عقیق سبز گرانبهاترین نوع کانی سنگ یمانی است که نیکل موجود در آن آن را به رنگ سبز سیبی درآورده. این سنگ نیمه شفاف و متخلخل است و به صورت منحنی و صیقلی تراشیده می‌شود. سختی آن ۷ و وزن مخصوصش ۶/۲ است. این کانی در معادن استرالیا، روسیه، برزیل و غرب ایالات متحده معدنکاری می‌شود. این سنگ گاهی یشم استرالیایی نیز نامیده می‌شود، اما هیچ ارتباطی با یشم ندارد. تفکیک این سنگ با نمک‌های لکه‌دار دارای نمک‌های کروم مشکل است. |
| سنگ خون Carnelian        |  | سنگ خون یا یشم ختایی نوعی از سنگ عقیق سبز می‌باشد که در سطح ان لکه‌هایی از جنس یشم قرمز دیده می‌شود. گاهی این کانی به صورت توده‌ای تیره رنگ و حاوی لکه‌های قرمز رنگ اکسید آهن دیده می‌شود. نوع سبز آن پلاسما نام دارد که می‌تواند دارای لکه‌های زرد پررنگ نیز باشد و برای حکاکی بسیار مناسب است بهترین معادن سنگ خون در هندوستان وجود دارد در برزیل، چین، استرالیا و آمریکا نیز وجود دارد. پلاسما در زیمبابوه یافت شده‌است. در قرون وسطی از آنجاییکه نقاط قرمز رنگ این سنگ را خون «مسیح» می‌دانستند به این سنگ قدرت‌های خارق‌العاده‌ای نسبت می‌دادند. |
| عقیق خزه‌ای Moss agate    |  | عقیق خزه‌ای در حقیقت به نوع بیرنگ و نیمه‌شفاف سنگ یمانی گفته می‌شود که دارای محتویاتی به شکل برگ و شاخه و نقطه‌هایی خزه‌مانند و رنگ سبز است. عقیق خزه‌ای دارای محتویاتی از بلورهای سبزرنگ میهمان به شکل خزه است. این توده‌های داخل سنگ عقیق که دارای ناخالصی‌های زیادی هم هستند به یشم خزه‌ای هم معروفند ولی یشم نیستند و در حقیقت از اکسیده شدن فلز آهن موجود در ترکیب شیمیایی کانی به وجود آمده‌اند. بهترین نوع عقیق خزه‌ای در هندوستان استخراج می‌گردد.                                                                                          |
| عقیق سبز زمردی Mtorolite |  | عقیق سبز زمردی گونه‌ای عقیق سبز است که رنگ خود را از مقادیر کمی کرومیوم می‌گیرد در حالی که عقیق سبز معمولی رنگ خود را از نیکل می‌گیرد. این نوع سنگ بیشتر در زیمبابوه یافت می‌شود و در آنجا متورولیت نام دارد. تشخیص عقیق سبز معمولی و عقیق سبز زمردی به‌وسیله صافی رنگ چلسی انجام می‌شود. در این صافی، عقیق سبز به رنگ سبز و عقیق سبز زمردی به رنگ سرخ دیده می‌شود. |

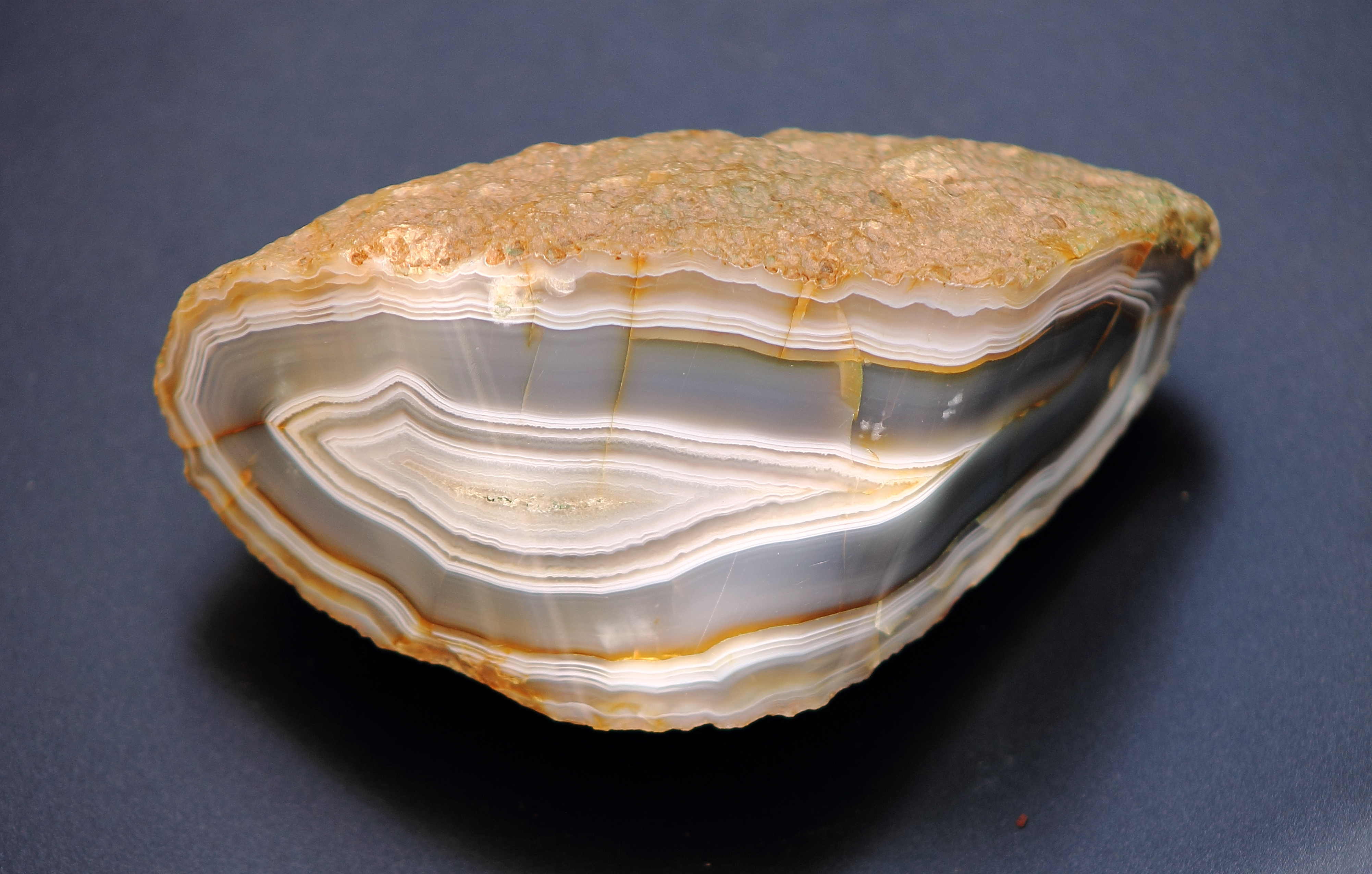
نمونه‌ای از یک سنگ عقیق